# Pont-Bellanger
Pour les articles homonymes, voir Pont (toponyme) et Bellanger.
Pont-Bellanger est une commune française, située dans le département du Calvados en région Normandie, peuplée de 64 habitants.

## Géographie

### Description

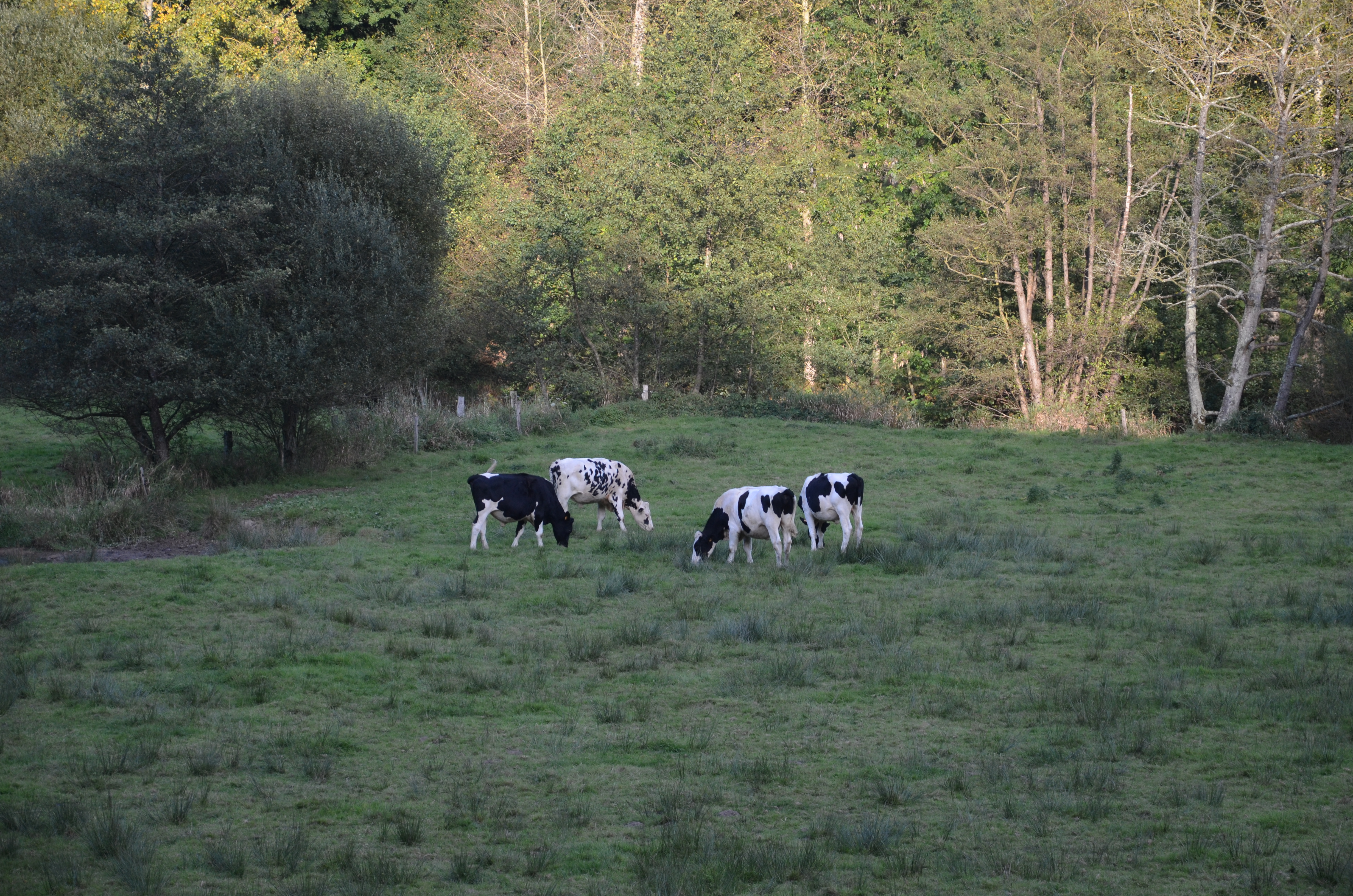
Pont-Bellanger est un village agricole.

La commune est située au nord-ouest du Bocage virois, sur la rive gauche de la Vire, sur le site touristique des gorges de la Vire, en amont de Pont-Farcy. L'atlas des paysages de la Basse-Normandie la classe dans les paysages de la vallée de la Vire, « variés mais déterminés par un encaissement profond du cours d'eau ». Son petit bourg est à 5 km à l'est de Pont-Farcy, à 11 km au sud-est de Tessy-sur-Vire et à 16 km au nord-ouest de Vire.
La route départementale no 185 traverse le sud-est du territoire. Elle conduit à Campeaux à l'est et à Landelles-et-Coupigny au sud. La D 307 qui en part permet à l'ouest de retrouver Sainte-Marie-Outre-l'Eau et Pont-Farcy. Le bourg est accessible par une voie communale raccordée à cette dernière. L'accès à l'A84 en direction de Rennes est à Pont-Farcy (sortie 39) à 6,5 km, celui en direction de Caen se fait à Guilberville (sortie 40) à 9,5 km par Campeaux.
Le Sentier de grande randonnée GR 211 passe en limite sud de la commune, sur la crête des Monts de Mérol.
Le point culminant (202 m) se situe au sud, près du lieu-dit la Paillardière, sur la ligne de crête des monts de Mérol. Le point le plus bas (53 m) correspond à la sortie de la Vire du territoire, à l'ouest. La commune est bocagère.

### Communes limitrophes
| Tessy-Bocage             | Souleuvre en Bocage (comm. dél. de Bures-les-Monts) | Souleuvre en Bocage (comm. dél. de Bures-les-Monts)  |
| Sainte-Marie-Outre-l'Eau | Pont-Bellanger                                      | Souleuvre en Bocage (comm. dél. de Malloué)          |
| Sainte-Marie-Outre-l'Eau | Landelles-et-Coupigny                               | Souleuvre en Bocage (comm. dél. de Saint-Martin-Don) |

### Hydrographie
La commune est située dans le bassin Seine-Normandie. Elle est drainée par la Vire, le fossé 02 du Coisel et le ruisseau de la Fontaine Saint-Martin,,.
La Vire, d'une longueur de 128 km, prend sa source dans la commune de Vire Normandie et se jette  dans la baie de Seine en limite d'Osmanville et de Carentan-les-Marais, après avoir traversé 27 communes. 

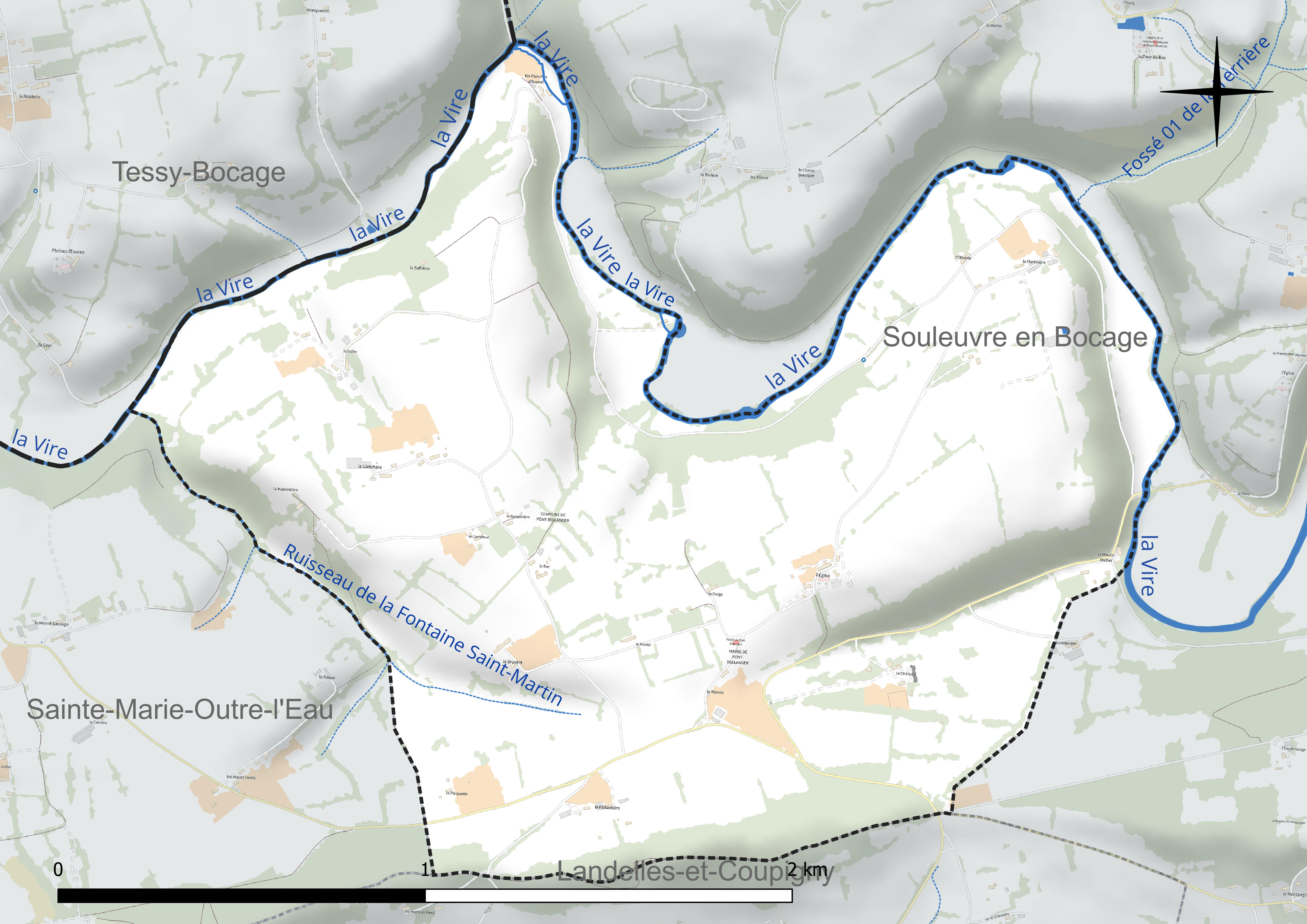
Réseau hydrographique de Pont-Bellanger.

### Climat
Pour des articles plus généraux, voir Climat de la Normandie et Climat du Calvados.
En 2010, le climat de la commune est de type climat océanique franc, selon une étude du CNRS s'appuyant sur une série de données couvrant la période 1971-2000. En 2020, Météo-France publie une typologie des climats de la France métropolitaine dans laquelle la commune est exposée à un climat océanique et est dans la région climatique Normandie (Cotentin, Orne), caractérisée par une pluviométrie relativement élevée (850 mm/a) et un été frais (15,5 °C) et venté. Parallèlement le GIEC normand, un groupe régional d'experts sur le climat, différencie quant à lui, dans une étude de 2020, trois grands types de climats pour la région Normandie, nuancés à une échelle plus fine par les facteurs géographiques locaux. La commune est, selon ce zonage, exposée à un « climat contrasté des collines », correspondant au Bocage normand, bien arrosé, voire très arrosé sur les reliefs les plus exposés au flux d'ouest, et frais en raison de l'altitude.
Pour la période 1971-2000, la température annuelle moyenne est de 10,4 °C, avec  une amplitude thermique annuelle de 12,4 °C. Le cumul annuel moyen de précipitations est de 1 009 mm, avec 14,9 jours de précipitations en janvier et 9,2 jours en juillet. Pour la période 1991-2020, la température moyenne annuelle observée sur la station météorologique la plus proche, située sur la commune de Noues de Sienne à 11 km à vol d'oiseau, est de 10,7 °C et le cumul annuel moyen de précipitations est de 1 270,5 mm,. Pour l'avenir, les paramètres climatiques de la commune estimés pour 2050 selon différents scénarios d'émission de gaz à effet de serre sont consultables sur un site dédié publié par Météo-France en novembre 2022.

## Urbanisme

### Typologie
Au 1er janvier 2024, Pont-Bellanger est catégorisée commune rurale à habitat très dispersé, selon la nouvelle grille communale de densité à 7 niveaux définie par l'Insee en 2022.
Elle est située hors unité urbaine. Par ailleurs la commune fait partie de l'aire d'attraction de Vire Normandie, dont elle est une commune de la couronne,. Cette aire, qui regroupe 20 communes, est catégorisée dans les aires de moins de 50 000 habitants,.

### Occupation des sols
L'occupation des sols de la commune, telle qu'elle ressort de la base de données européenne d'occupation biophysique des sols Corine Land Cover (CLC), est marquée par l'importance des territoires agricoles (82,1 % en 2018), une proportion identique à celle de 1990 (82,1 %). La répartition détaillée en 2018 est la suivante : 
prairies (48,9 %), terres arables (32,2 %), forêts (17,9 %), zones agricoles hétérogènes (1 %). L'évolution de l'occupation des sols de la commune et de ses infrastructures peut être observée sur les différentes représentations cartographiques du territoire : la carte de Cassini (XVIIIe siècle), la carte d'état-major (1820-1866) et les cartes ou photos aériennes de l'IGN pour la période actuelle (1950 à aujourd'hui).

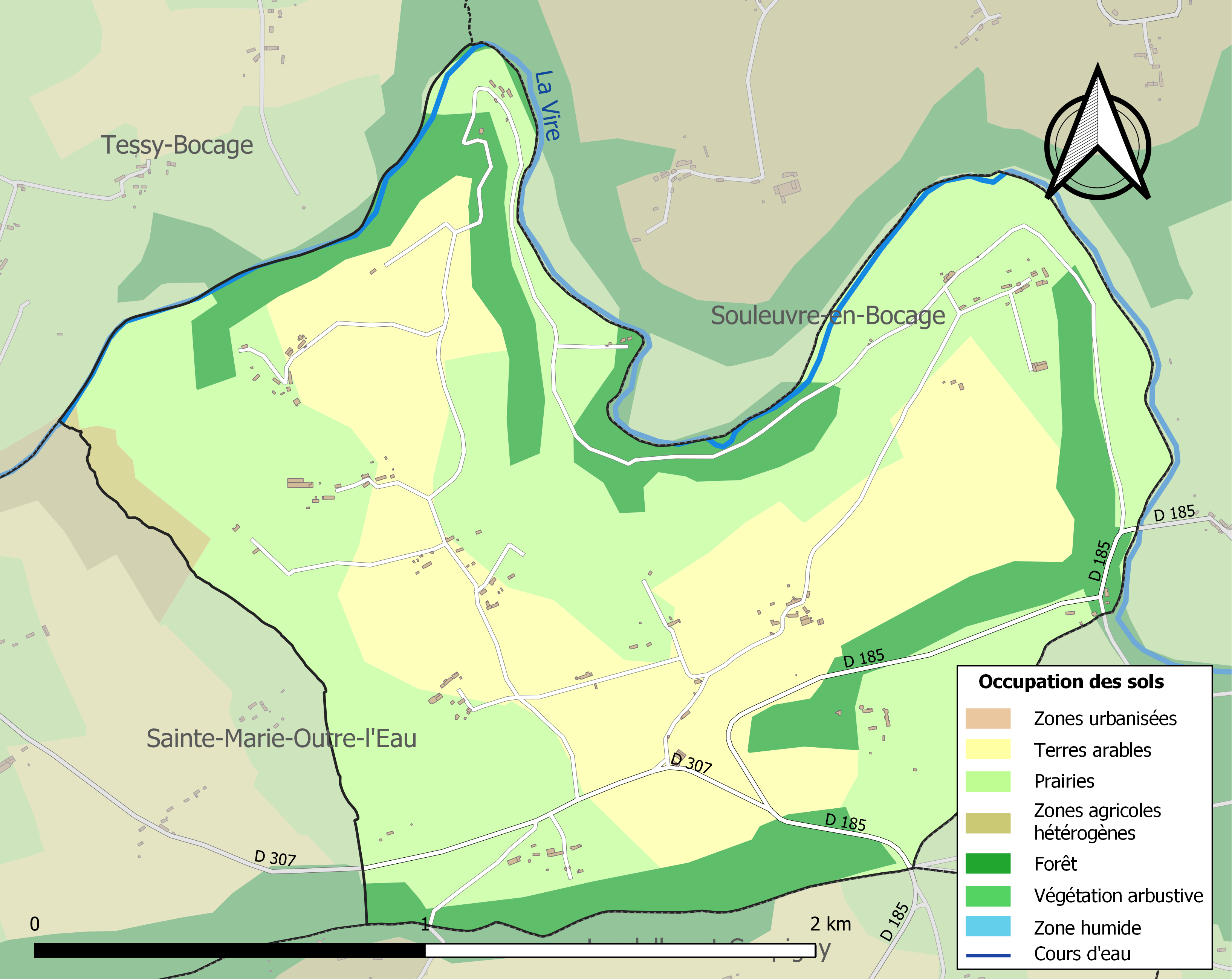
Carte des infrastructures et de l'occupation des sols de la commune en 2018 (CLC).

### Lieux-dits, hameaux et écarts
Les lieux-dits sont, du nord-ouest à l'ouest, dans le sens horaire : la Saffrière, les Planches d'Avenel, le Moulin Neuf (au nord), l'Oliveraie, la Martinière, le Moulin Michel (à l'est), le Château, l'Église, la Forge, le Poirier, le Manoir, la Paillardière (au sud), la Picquerie, la Bruyère, la Rue, le Carrefour et la Gleschère (à l'ouest).

### Habitat et logement
En 2018, le nombre total de logements dans la commune était de 50, alors qu'il était de 52 en 2013 et de 53 en 2008.
Parmi ces logements, 58 % étaient des résidences principales, 30 % des résidences secondaires et 12 % des logements vacants. Ces logements étaient pour 100 % d'entre eux des maisons individuelles et pour 0 % des appartements.
Le tableau ci-dessous présente la typologie des logements à Pont-Bellanger en 2018 en comparaison avec celle du Calvados et de la France entière. Une caractéristique marquante du parc de logements est ainsi une proportion de résidences secondaires et logements occasionnels (30 %), très  supérieure à celle du département (18 %) et à celle de la France entière (9,7 %). Concernant le statut d'occupation de ces logements, 72,4 % des habitants de la commune sont propriétaires de leur logement (71,4 % en 2013), contre 57 % pour le Calvados et 57,5 % pour la France entière.
| Typologie                                               | Pont-Bellanger | Calvados | France entière |
| ------------------------------------------------------- | -------------- | -------- | -------------- |
| Résidences principales (en %)                           | 58             | 75,2     | 82,1           |
| Résidences secondaires et logements occasionnels (en %) | 30             | 18       | 9,7            |
| Logements vacants (en %)                                | 12             | 6,8      | 8,2            |

## Toponymie
Le nom de la localité est attesté sous les formes Pons Berengarii en 1203 (Magni rotuli, p. 93) ; Pons Belengerii en 1203 (Stapelton; II, 535) ; [Renaudus de] Ponte Berengir en 1254 (cartulaire SSV 253) ; Pons Bellengerii en 1278 (Livre noir de Coutances) ; [de] Ponte Belenguier vers 1280 (pouillé Coutances) ; Pont Bellanger au XVIIIe siècle (Cassini).
L'appellatif Pont- désigne un ouvrage destiné à traverser la Vire. Bellanger est un anthroponyme d'origine germanique,, forme altérée de Béranger. On le rencontre également dans Bellengreville (Berengervilla 1265) dans le même département.
Le gentilé est Tous Loin. Il fait référence à l'éloignement par rapport à la paroisse de Saint-Martin-Don dont dépendait autrefois le village.

## Histoire
Pont-Bellanger est un des hauts lieux que la chrétienté avait dédiés à l'archange saint Michel. Il est impossible de dater le premier oratoire michélien de la commune. Néanmoins au Moyen Âge, de nombreux pèlerins le fréquentaient et il en fut ainsi pendant plusieurs siècles[réf. nécessaire].
Durant la Seconde Guerre mondiale, en 1944, le château sert d'hôpital aux Allemands deux mois avant la Libération. Entièrement pillé à l'intérieur, il a subi d'importants dégâts.

## Politique et administration

### Rattachements administratifs et électoraux

#### Rattachements administratifs
La commune se trouve dans l'arrondissement de Vire du département du Calvados.
Elle faisait partie depuis 1801 du canton de Saint-Sever-Calvados. Dans le cadre du redécoupage cantonal de 2014 en France, cette circonscription administrative territoriale a disparu, et le canton n'est plus qu'une circonscription électorale.

#### Rattachements électoraux
Pour les élections départementales, la commune fait partie depuis 2014 du canton de Vire
Pour l'élection des députés, elle fait partie de la sixième circonscription du Calvados.

### Intercommunalité
Pont-Bellanger était membre de la petite communauté de communes Intercom séverine, un établissement public de coopération intercommunale (EPCI) à fiscalité propre créé en 2002 et auquel la commune avait transféré un certain nombre de ses compétences, dans les conditions déterminées par le code général des collectivités territoriales.
Dans le cadre des dispositions de la loi portant nouvelle organisation territoriale de la République du 7 août 2015, qui prévoit que les établissements publics de coopération intercommunale (EPCI) à fiscalité propre doivent avoir un minimum de 15 000 habitants, cette intercommunalité a fusionné avec sa voisine pour former, le 1er janvier 2017, la communauté de communes Intercom de la Vire au Noireau, dont est désormais membre la commune.

### Administration communale
Compte tenu de la population de la commune, son conseil municipal est composé de sept membres dont le maire et ses adjoints adjoints.
Avant la loi du 17 mai 2013, obligeant les candidats à s'inscrire préalablement, il était de tradition à Pont-Bellanger qu'il n'y ait ni liste ni candidat à l'élection municipale.

### Liste des maires
| Période                                  | Période                        | Identité                    | Étiquette | Qualité                                                                         |
| ---------------------------------------- | ------------------------------ | --------------------------- | --------- | ------------------------------------------------------------------------------- |
| Les données manquantes sont à compléter. |                                |                             |           |                                                                                 |
| 1876                                     | 1886                           | Michel d'Amphernet          |           | Comte de Pontbellanger                                                          |
| 1887                                     | 1892                           | Georges Lafreté d'Amphernet |           | Comte de Pontbellanger                                                          |
| 1893                                     | 1920                           | Maurice O'Mahony            |           | Comte O'Mahony                                                                  |
| 1920                                     | 1925                           | Prosper Lefèvre             |           |                                                                                 |
| 1925                                     | 1926                           | Pierre Tudal                |           |                                                                                 |
| 1926                                     | 1929                           | Hippolyte Henri             |           |                                                                                 |
| 1929                                     | 1944                           | Gustave Juhel               |           |                                                                                 |
| 1944                                     | 1951                           | Alfred Nativelle            |           |                                                                                 |
| 1951                                     | 1952                           | Maurice O'Mahony            |           | Comte O'Mahony                                                                  |
| 1952                                     | 1953                           | Auguste Briard              |           |                                                                                 |
| 1953                                     | 1965                           | Raymond Hamel               |           | Entreprise de battage. Scieur ambulant. Travaux agricoles.                      |
| 1965                                     | 1977                           | Joseph Lepeltier            |           |                                                                                 |
| 1977                                     | 1989                           | Léon Orieult                |           | Agriculteur                                                                     |
| 1989                                     | 2022                           | Christian Mariette,         | SE        | Agriculteur Vice-président de la CC Intercom séverine[Quand ?] Mort en fonction |
| septembre 2022                           | En cours (au 16 décembre 2022) | Jean-Pierre Murier          |           | Retraité                                                                        |

## Population et société

### Démographie
Les habitants de la commune sont les Tout loin.
L'évolution du nombre d'habitants est connue à travers les recensements de la population effectués dans la commune depuis 1793. Pour les communes de moins de 10 000 habitants, une enquête de recensement portant sur toute la population est réalisée tous les cinq ans, les populations de référence des années intermédiaires étant quant à elles estimées par interpolation ou extrapolation. Pour la commune, le premier recensement exhaustif entrant dans le cadre du nouveau dispositif a été réalisé en 2008.

En 2022, la commune comptait 64 habitants, en évolution de −1,54 % par rapport à 2016 (Calvados : +1,58 %, France hors Mayotte : +2,11 %).
| 1793 | 1800 | 1806 | 1821 | 1831 | 1836 | 1841 | 1846 | 1851 |
| ---- | ---- | ---- | ---- | ---- | ---- | ---- | ---- | ---- |
| 226  | 300  | 245  | 268  | 267  | 278  | 282  | 295  | 273  |

| 1856 | 1861 | 1866 | 1872 | 1876 | 1881 | 1886 | 1891 | 1896 |
| ---- | ---- | ---- | ---- | ---- | ---- | ---- | ---- | ---- |
| 254  | 277  | 261  | 233  | 201  | 214  | 201  | 190  | 170  |

| 1901 | 1906 | 1911 | 1921 | 1926 | 1931 | 1936 | 1946 | 1954 |
| ---- | ---- | ---- | ---- | ---- | ---- | ---- | ---- | ---- |
| 173  | 182  | 176  | 153  | 175  | 158  | 150  | 146  | 134  |

| 1962 | 1968 | 1975 | 1982 | 1990 | 1999 | 2006 | 2008 | 2013 |
| ---- | ---- | ---- | ---- | ---- | ---- | ---- | ---- | ---- |
| 123  | 121  | 100  | 82   | 80   | 87   | 71   | 67   | 65   |

| 2018 | 2022 | - | - | - | - | - | - | - |
| ---- | ---- | - | - | - | - | - | - | - |
| 67   | 64   | - | - | - | - | - | - | - |

Pont-Bellanger a compté jusqu'à 300 habitants en 1800.

### Manifestations culturelles et festivités
Chaque année, le comité des fêtes de la commune organise un méchoui pour rassembler les habitants de Pont-Bellanger ainsi que ceux des communes alentour. La fête est toujours un succès puisqu'elle réunit 500 personnes environ d'une année à l'autre rien que pour le repas. En effet, ce méchoui est animé par des jeux qui opposent amicalement les membres du comité des fêtes à ceux des communes environnantes : Landelles-et-Coupigny, Courson, etc. La joute sur une poutre glissante située au-dessus d'une piscine improvisée à partir de bottes de paille et de bâche et d'autres jeux tout aussi insolites attirent chaque année les habitués de cette fête communale.

## Culture locale et patrimoine

### Lieux et monuments
- Château des XVIe et XIXe siècles. À l'origine, Pont-Bellanger était une maison forte donc probablement d'avant le début de la guerre de Cent Ans (les meurtrières et le mur d'enceinte détruit au XIXe siècle en témoignent). De plus la famille de Pont-Bellanger y était déjà sous le règne de Charles le Sage en 1361). Il fut habité et modifié au XVIe siècle par les d'Amphernet, on peut ainsi y trouver une cloche portant l'inscription suivant : « Noble et puissant Jacques de Pont-Bellanger m'a fait faire en 1581 ». Ce n'est qu'en 1881 que le château passe à la famille O'Mahony lorsque Maurice O'Mahony épouse Marthe Lafreté d'Amphernet, héritière du comte Adrien d'Amphernet.. Aujourd'hui héritière d'un titre et d'un riche passé, la famille O'Mahony habite toujours la belle et imposante demeure de ses ancêtres.

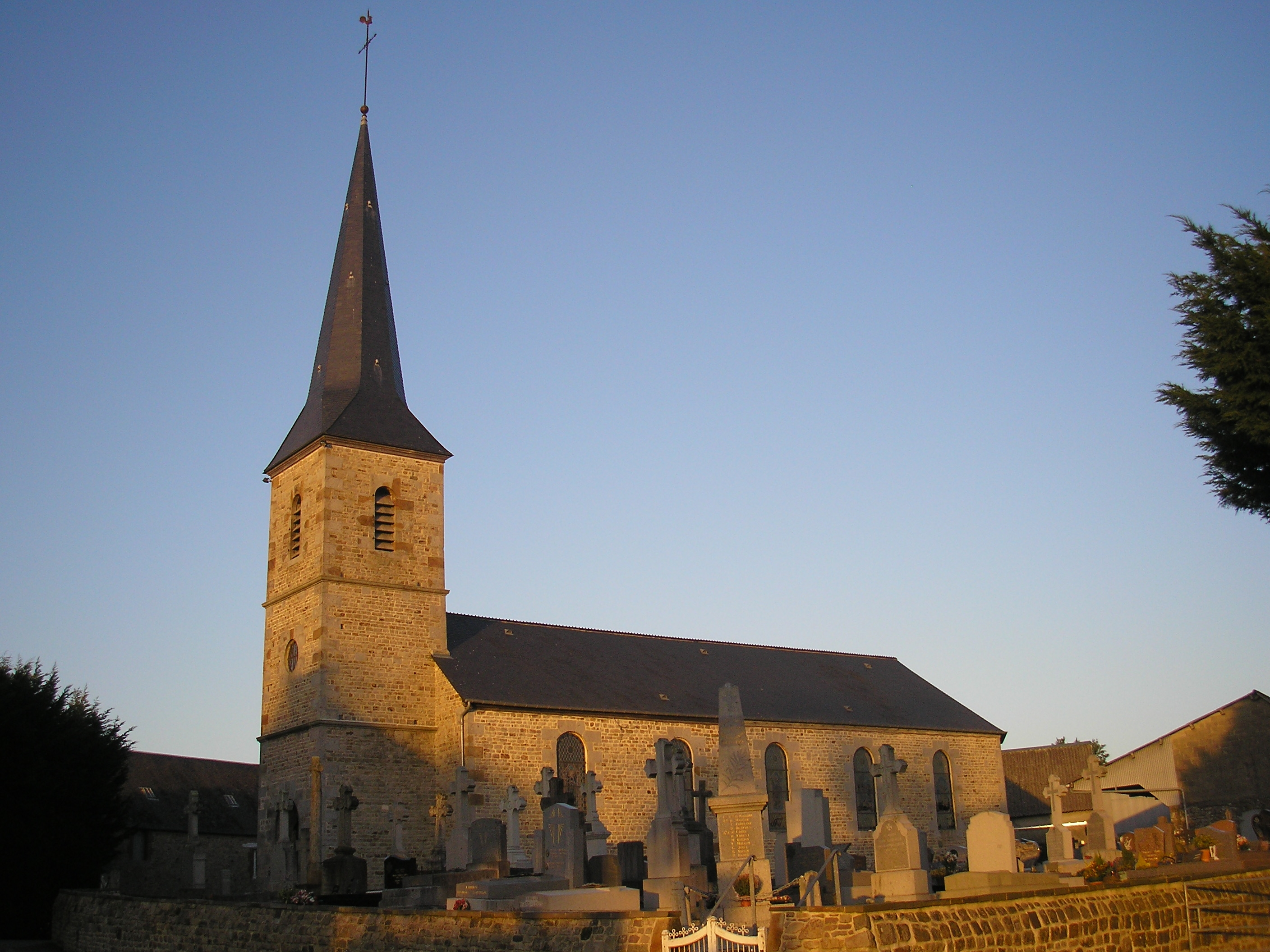
L'église Saint-Michel..

- Église Saint-Michel du XIXe siècle, initialement chapelle du château et oratoire sur une des routes qu'empruntaient les « michelets ». C'est vers la fin du XIVe siècle qu'elle devint une église paroissiale. Elle fut une première fois détruite en 1840 par un incendie puis une seconde fois le 4 août 1944 par les combats de la bataille de Normandie. C'est alors sans toit ni vitraux que le 15 août, un aumônier militaire canadien put célébrer la fête de l'Assomption. Elle fut de même l'une des plus sinistrées du département par la tempête du 26 décembre 1999, le clocher, dont une partie de sa maçonnerie, étant tombé sur le toit de l'église. 
Son bénitier du XVe siècle est classé à titre d'objet aux Monuments historiques[35]. 
Pont-Bellanger dépendait avant le XIVe de la paroisse de Saint-Martin-Don dont un curé aurait eu pour habitude de ne pas commencer l'office sans demander si les habitants de Pont-Bellanger, qu'il appelait les « Tous loins », étaient arrivés[36]. Le terme est aujourd'hui le gentilé de la commune.
- Gorges de la Vire.

### Personnalités liées à la commune
- Antoine-Henry d'Amphernet de Pontbellanger (1759 à Pont-Bellanger - 1796), général de l'« armée rouge » lors de l'expédition de Quiberon.
- René d'Amphernet (1661-1736), marquis d'Amphernet, seigneur et patron de Pont-Bellanger, vicomte, conseiller du roi et maire de Vire de 1688 à 1732.

## Pour approfondir